# Rotorová loď
Rotorová loď je loď využívající jako částečný pohon tzv. Flettnerův rotor. V minulosti se jednalo o technickou senzaci, ovšem v roce 1933 se přestala technologie kvůli větším nákladům oproti naftovému pohonu používat. V dnešním trendu minimalizace používání fosilních paliv se tento typ lodí opět vrací na vody světového oceánu.

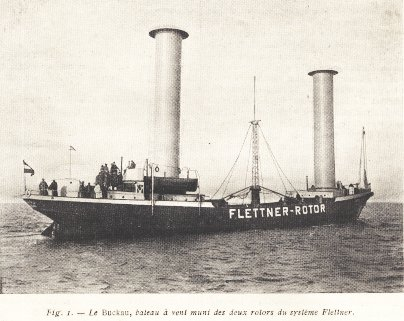
Loď Buckau

## Historie
V letech 1919–1920 zkonstruoval pokusnou loď Buckau německý vynálezce Anton Flettner s délkou 52 metrů, která byla vybavena dvěma 18 m vysokými rotory o průměru 270 cm. Poháněly je vznětové motory o výkonu 33 kW a první cestu podnikla z tehdy Gdaňského městského státu přes Severní moře do Skotska. Nová technologie se ukázala v dobrém světle, když loď překonala plavbu i za bouřlivého počasí, ovšem rozhodující zkouškou byla až plavba přes Atlantik. Dne 31. března 1926 vyplula loď z Hamburku a jižní cestou se zastávkou na Kanárských ostrovech doplula 9. května do New Yorku. Buckau na sebe upoutala pozornost světové veřejnosti a stala se technologickým unikátem. Později byla prodána a přejmenována na Baden-Baden (podle německého města), její stopa končí v Karibiku při bouři roku 1931.

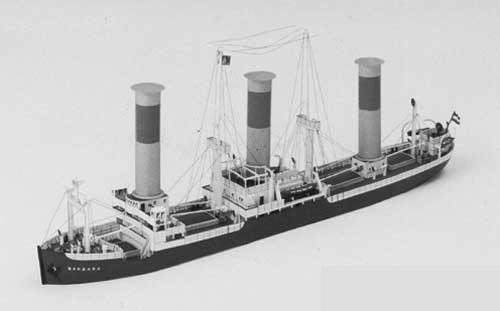
Model delší lodi Barbara

Dalším unikátem byla nákladní loď Barbara se třemi Flettnerovými rotory různých velikostí (seřazeny byly od nejnižšího v přední části lodi po nejvyšší vzadu). Vyrobena byla v Brémách a měřila na délku 90 metrů. Byla součástí mořské flotily armády Výmarské republiky a oproti běžným lodím měla o více než polovinu větší výkon. Přesto se finančně oproti lodím poháněných ropou nevyplatila.
Až v roce 1983 se k myšlence vrátil Jacques-Yves Cousteau s lodí Alcyone a dnes se při snaze minimalizovat použití fosilních paliv hledají alternativní možnosti pohonu lodí, mezi které technologie Flettnerových rotorů zajisté patří.

## Dnešní využití

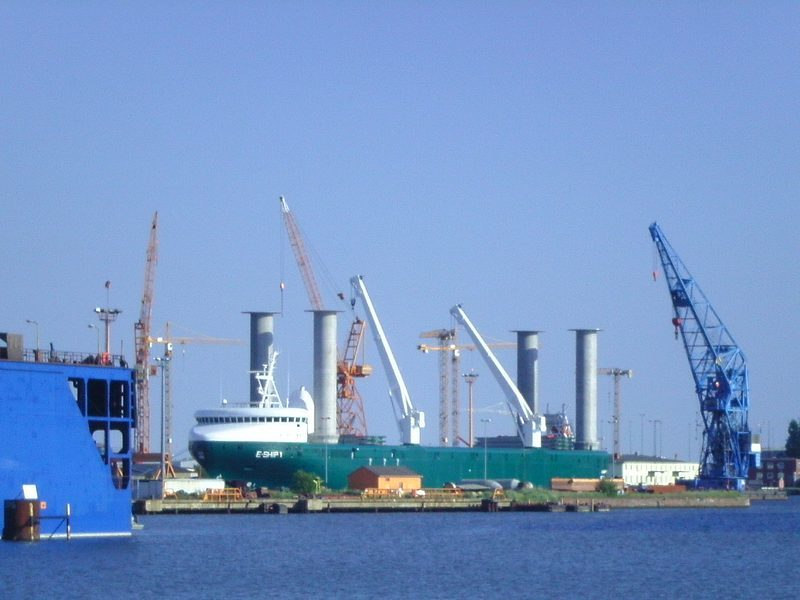
Cargo E-ship 1

V řadě zemích světa se snaží tuto technologii využít ke zvýšení výkonu lodí a tedy redukce používaného paliva (např. německá technologie deklaruje 25% úsporu paliva). Právě v Německu byla v roce 2008 vyvinuta nová loď E-ship 1. Jelikož ji vyvinula firma Enercon, převáží turbíny větrných elektráren, které firma vyrábí. Ve Finsku se firma Wärtsilä pokusila navrhnout model rotorového trajektu pro cestující lodnímu přepravci Viking Line, loď Viking Grace zkonstruována v roce 2012 a první plavba s rotory proběhla v roce 12. dubna 2018. V roce 2021 při údržbě byly rotory odstraněny. Na univerzitě v německém Flensburgu byl vyvinut katamarán s tímto přídavným pohonem.
V pořadu televizní stanice Discovery byla vyzkoušena metoda, kterou vymysleli Stephen H. Salter a John Latham. K vyřešení problému skleníkového efektu by přispěla stavba 1000 robotických lodí poháněných Flettnerovými rotory, jež by rozprašovaly do vzduchu mořskou vodu a tím by zvětšily odrazivost mraků. Rotory by měly být vyrobeny z uhlíkových vláken a měly by putovat oceánem rychlostí šesti uzlů.